# Krai del Suroeste
El krai del Suroeste (en ruso: Юго-западный край, Yugo-zapadny kray), conocido también como Gobernación General de Kiev o Gobernación General de Kiev, Podolia, y Volinia (en ruso: Киевское, Подольское и Волынское генерал-губернаторство: Киевское, Подольское и Волынское генерал-губернаторство) era una subdivisión (un krai) del Imperio ruso que incluía algunos territorios de la actual Ucrania, mayoritariamente en la margen derecha del río Dniéper. El territorio se correspondía al Distrito Militar de Kiev.

## Historia
El krai del Suroeste constaba de tres gubernias, las de Volinia, Podolia y Kiev, que fue presuntamente creado el 22 de enero de 1832 cuando Vasily Levashov fue nombrado como Gobernador Militar de Kiev y Gobernador General de Podolia y Volinia. Sin embargo el puesto de gobernador militar de Kiev existía desde 1796.
Por separado existió allí el cargo de Gobernador General de Rusia Menor y el de Gobernador General de Nueva Rusia y Besarabia.
Desde 1881 el territorio de la gobernación general fue de facto expandido a cinco gubernias más por Alexander Drenteln, quien fue nombrado también como el Gobernador General provisional de las  gubernias de Chernígov y Poltava (antes pertenecientes a la Gobernación General de Rusia Menor).[cita requerida]
En 1889 fue restaurada la jurisdicción original del krai a solamente tres gubernias. Existió en esta forma hasta que 1915 cuándo la unidad territorial fue abolida. Fyodor Trepov sería el último Gobernador General de Kiev.
En 1912 la gobernación de Kholm, una antigua gubernia de la Polonia del Congreso, fue anexada a la gobernación de Kiev.